# Théâtre de Pierre Albert-Birot

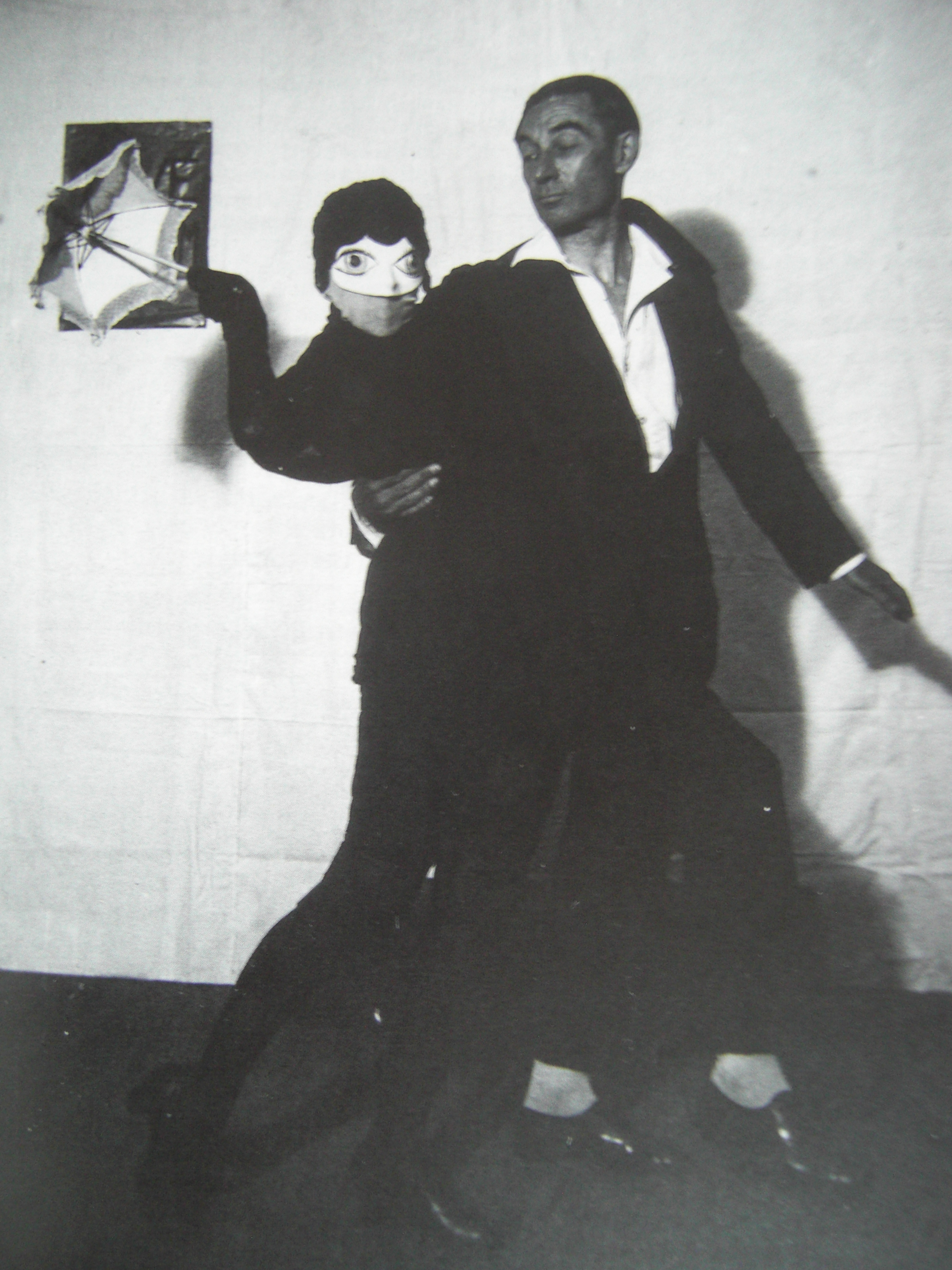
Pierre Albert-Birot portant une marionnette conçue pour la pièce Matoum et Tévibar en 1929

Pierre Albert-Birot a contribué à faire évoluer le théâtre contemporain tant comme dramaturge que comme metteur en scène et comme théoricien.

## Réflexion théorique
Dès 1916, Albert-Birot produit une réflexion théorique importante sur la dramaturgie, le jeu et la mise en scène, autour de principes « farouchement anti-réaliste[s] ». Il rédige plusieurs notes sur le théâtre dans SIC, jusqu'à aboutir à un manifeste pour un « théâtre nunique ». Il s'y prononce contre le jeu naturaliste et incarné, en affirmant que « l'acteur qui joue vrai n'est pas l'artiste que nous voulons ». Il défend également le mélange des tonalités, la synthèse des arts, et dessine une conception du théâtre comme art total :

« On ne reculera devant aucun contraste, aucune diversité, aucun inattendu, acrobaties, chants, pitreries, tragédie, comédie, bouffonnerie, projections cinématographiques, pantomimes, le théâtre nunique doit être un grand tout simultané, contenant tous les moyens et toutes les émotions capables de communiquer une vie intense et enivrante aux spectateurs. »

Au même moment, il souhaite déconstruire et repenser l'espace scénique, en imaginant « un cirque dont le public occupera le centre tandis que sur une plateforme périphérique tournante se déroulera la majorité du spectacle relié encore au public par des acteurs parsemés dans son enceinte ». Cette idée sera reprise par Apollinaire qui, selon Geneviève Morin, l'emprunte directement à Albert-Birot,, dans le prologue des Mamelles de Tirésias. En outre, Albert-Birot, défend dans un premier temps l'abolition de la distinction entre l'espace scénique et celui dévolu au public, avant de finalement réaffirmer, en 1923, la nécessité d'une séparation la plus nette, afin de « signifier que ce qui se passe derrière la rampe est d'une vérité autre que la vérité quotidienne ». Enfin, il se prononce contre l'existence de tout décor, ce dernier devant être remplacé par une création lumière.
Albert-Birot s'est particulièrement attardé sur le rôle de la direction d'acteur, en collaboration avec sa femme,, toujours selon des principes anti-naturalistes, réclamant « un acteur en carton qui ne sente pas et qui marche mal », au point de préférer parfois aux comédiens l'usage de marionnettes. Amateur de Guignol, il entretient des relations avec les marionnettistes Paul Jeanne, Robert Desarthis et Gaston Cony, animateur aux Buttes-Chaumont du « Guignol de la Guerre », qu'il encourage à remettre Guignol « à sa place dans l'Art dramatique ».

## Mise en scène
Comme metteur en scène, Albert-Birot met partiellement en pratique ces principes dès 1917, quand Apollinaire lui confie la création des Mamelles de Tirésias. Cette dernière se fait dans des conditions incertaines à cause du contexte de guerre. Le budget est réduit, le décor en papier. Les seins de Thérèse s'envolant devaient être représentés par des ballons gonflés à l'hélium, le gaz étant réservé à l'armée, on se contente de balles de tissu pressé.

## Écriture et répertoire
Pierre Albert-Birot se montre enfin un dramaturge prolifique. N'écrivant nullement pour le fauteuil, il s'évertue à faire jouer ses pièces. En 1928, il crée ainsi un théâtre éphémère, « la Pipe en sucre », dans l'atelier du peintre Jean Janin. Puis en 1929, il fonde la troupe du « Théâtre du Plateau », avec Roger Roussot, comédien et marionnettiste.
- Larountala, « polydrame en deux parties », dont il commence la rédaction dès 1917[6], se caractérise par son nombre démesuré de personnages (une cinquantaine, sans compter les personnages collectifs), chacun s'exprimant dans une langue déroutante. Certains emploient un langage archaïsant, d'autres s'expriment en alexandrins, d'autres encore en vers libres, en prose, voire avec des onomatopées, ou dans ce qui ressemble à une langue inventée et absurde, comme c'est le cas de Larountala, le personnage éponyme, qui « malgré ses efforts, ne peut entrer en communication avec les foules[16] ».
- Matoum et Tevibar ou histoire édifiante et récréative du vrai et du faux poète est un « drame pour marionnettes », rédigé en 1918[6]. Le Roi et la Reine de Mars veulent faire venir un poète sur leur planète. Deux se présentent. Tévibar, le « faux poète », s'exprime dans une poésie en vers classicisante. Matoum, le « vrai poète », se fait le héraut de la poésie moderne. Pierre-Albert lui attribue des poèmes d'Apollinaire, Reverdy, Soupault et Max Jacob). L'intrigue est constituée par la lutte des deux poètes pour convaincre le Roi et la Reine de leur légitimité. Représentée alternativement par des marionnettes et des acteurs[3], la pièce est créée à Rome par les futuristes, dans une mise en scène d'Enrico Prampolini, le 14 juin 1919[17], où elle reçoit un succès considérable[3].

Suivent les trois « drames comiques » écrits entre 1920 et 1921, des fictions d'anticipation mettant en scène un futur catastrophique de manière burlesque.
- L'Homme coupé en morceau met en scène les dix derniers survivants d'une humanité abêtie en 7900. Ils survivent dans des cavernes et finissent par être mis en cage par une espèce supérieure appelées « les oontes ».
- Dans Le Bondieu, Dieu, par ennui, descend sur Terre y fonder une société de liquidation pour saborder le vieux monde. La pièce fut montée par Art et Action en 1923, avec des costumes de Jean Lurçat et une présentation de Fernand Divoire. Mais durant les répétitions, des désaccords entre Albert-Birot et Édouard Autant, amènent le dramaturge à désavouer énergiquement le spectacle[19],[20].
- Les femmes pliantes imagine une humanité masculine aux mains d'une grande compagnie, la GGGZDHIJ, capable de transformer le soleil en porte-réclame. Des « directeurs commerciaux », munis de « petits appareil[s] téléphonique[s], sans fil, bien entendu [21] », y font la promotion de « femmes pliantes », produites en série.

Les pièces que rédige ensuite Albert-Birot, qu'il qualifie parfois de « pièces études », sont souvent des expérimentations, explorant des voies diverses, dépassant ou contredisant les principes du manifeste de 1916.
- Image, « premier drame tragique », rédigé en 1921, se présente comme une polyphonie de personnages souffrants qui juxtaposent l'expression lyrique de leur douleur dans un spectacle qui se situe entre le poème et le drame[6].
- Quand on est trois « sketch pour marionnettes à gaine », Silence « drame express », Banlieue « étude de réalisme dramatique » composent le programme de la soirée de « la Pipe en sucre », avec un « essai de réalisation scénique » d'une scène de Polyeucte, et un extrait de l'Agamemnon d'Eschyle traduit par Albert-Birot[22],[6].

Entre mai et juin 1929, Albert-Birot fait jouer au théâtre du Plateau, certaines de ses pièces précédentes (Matoum et Tévibar, Banlieue), et d'autres créées pour l'occasion (Barbe-bleue, Loulia). En 1937, Matoum en Matoumoisie est joué par le Trapèze de Roger Roussot, sous la forme d'un spectacle de marionnettes imaginées par Serge Férat.
À partir de 1969, Arlette Albert-Birot, entreprend de réunir les nombreuses pièces et études, parmi lesquelles de nombreux inédits, auprès de l'éditeur René Rougerie.

### Monographies consacrées Pierre Albert-Birot
- [Follain 1967] Jean Follain, Pierre Albert-Birot, Paris, Seghers, coll. « Poètes d'Aujourd'hui », 1967 (EAN 2000206518321)
- [Lentengre 1993] Marie-Louise Lentengre, Pierre Albert-Birot, L'invention de soi, Paris, Jean-Michel Place, 1993 (ISBN 2-85 893-160-7)

### Ouvrages sur le théâtre au XXe siècle
- [Plassard 1992] Didier Plassard, L'acteur en effigie : figures de l'homme artificiel dans le théâtre des avant-gardes historiques, Lausanne, L'Âge d'homme, 1992

### Articles centrés sur le théâtre de Pierre Albert-Birot
- [Albert-Birot 1916] Pierre Albert-Birot, « À propos d'un théâtre nunique », SIC, nos 8-9-10,‎ août, septembre, octobre 1916
- [Décaudin 1972] Michel Décaudin, « De l'utilité de PAB au théâtre », F, nos 2-3,‎ sans date [1972], p. 47-53
- [Gojard 1997] Jacqueline Gojard, « Écrire la fin du monde » », dans Madeleine Renouard, Pierre Albert-Birot, laboratoire de modernité, Paris, Jean-Michel Place, 1997
- [Latour 2012] Geneviève Latour, « Pierre Albert-Birot et le théâtre de Guillaume Apollinaire », dans Carole Aurouet et Marianne Simon-Oikawa, Pierre Albert-Birot, un pyrogène des avant-gardes, Rennes, Presses Universitaires de Rennes, 2012
- [Morin 2005] Geneviève Morin, « La marionnette chez Pierre Albert-Birot : l’exemple de Matoum et Tévibar », L’Annuaire théâtral : revue québécoise d’études théâtrales, no 37,‎ 2005, p. 165–182 (ISSN 0827-0198 et 1923-0893, DOI 10.7202/041601ar, lire en ligne, consulté le 25 janvier 2023)
- [Simon-Oikawa 2016] Marianne Simon-Oikawa, « L’allumette et le pyrogène : le Japon de Pierre Albert-Birot », Revue de langue et littérature françaises, Société de Langue et Littérature Françaises de l’Université de Tokyo, no 49,‎ octobre 2016, p. 671-687